# Korona muru

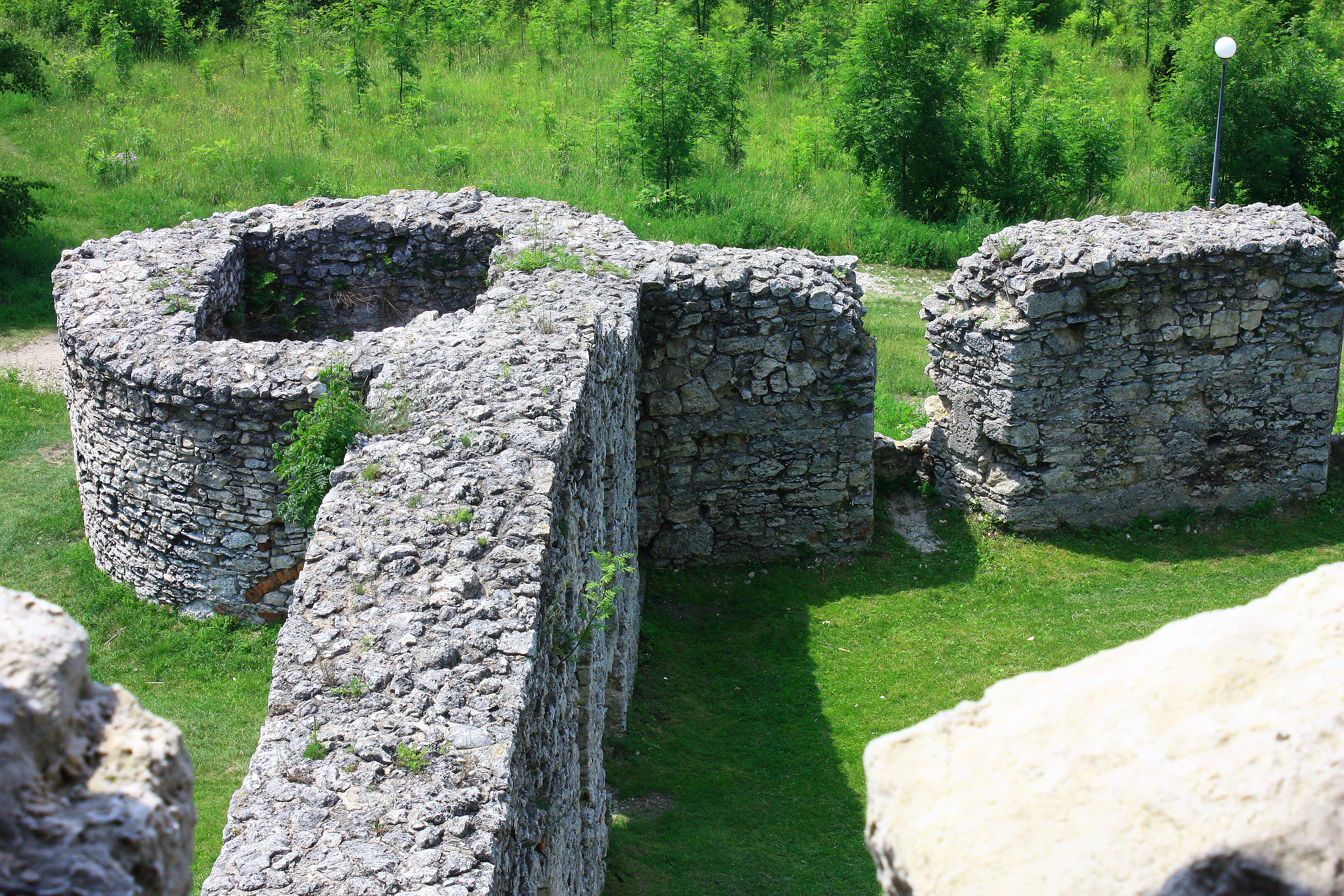
Zamek Ogrodzieniec - korona muru

Korona muru – fragment muru wieńczący ścianę. Rozciąga się powyżej lica. Nad koroną może znajdować się gzyms. 
Na koronie muru oparta jest murłata będąca oparciem dla drewnianej konstrukcji dachu.
Korona muru jest szczególnie ważnym elementem w obiektach zabytkowych pozostawionych w trwałej ruinie. Zabezpieczenie korony muru przed opadami atmosferycznymi jest podstawowym warunkiem ich przetrwania. Zgodnie z angielską szkołą konserwacji ruin działania przy trwałych ruinach winny być ograniczone do zabezpieczenia korony muru i naprawy jego lica. Korona muru w wyniku prac powinna pozostać „poszarpana”, przede wszystkich ze względów estetycznych. Innym rozwiązaniem jest metoda techniczno-biologiczna polegająca na nasadzeniu na koronie muru darni trawiastej na nieprzepuszczalnym podłożu.